# Defensoria Pública do Brasil
A Defensoria Pública do Brasil é instituição constitucionalmente autônoma e independente, essencial à função jurisdicional do Estado brasileiro, expressão e instrumento do regime democrático, incumbida, fundamentalmente, da orientação jurídica, promoção dos direitos humanos e a defesa, em todos os graus, judicial e extrajudicial, dos direitos individuais e coletivos, de forma integral e gratuita, dos necessitados. O Defensor é um agente político de transformação social (Art. 134, da CF). Não integra a advocacia, pública ou privada e tem independência funcional no exercício de sua função. Por não integrar a advocacia já se considerou que o Defensor Público é uma categoria própria, com assento constitucional, servindo o neologismo "defensorar" para definir a sua multifacetada atuação.
Existem, contudo, hipóteses em que a Defensoria Pública atuará independentemente da condição financeira do assistido. Trata-se de funções atípicas, que tomam lugar toda vez que for verificada a hipossuficiência jurídica da parte, como, por exemplo, a defesa dos acusados que não constituíram advogado e nos casos da curatela especial. Outra hipótese da Defensoria Pública em função atípica é a defesa de grupos organizacionalmente hipossuficientes (consumidor, idoso, criança e adolescente, mulheres vítimas de violência), legitimando a Defensoria para o ajuizamento de ações civis públicas em prol do interesse desses grupos. Em tais ações, uma só demanda judicial pode resolver os problemas de toda uma comunidade, garantindo o respeito ao direito de todos aqueles pertencentes ao grupo defendido.
Assim como os demais órgãos autônomos do sistema jurídico (Poder Judiciário e Ministério Público), a Defensoria Pública não integra o poder executivo. Possui autonomia funcional e administrativa, e representa o compromisso do Constituinte de permitir que todos, inclusive os mais pobres, tenham acesso à justiça. A Defensoria Pública presta consultoria jurídica, ou seja, fornece informações sobre os direitos e deveres das pessoas que recebem sua assistência. É com base na resposta à consulta que o assistido pela Defensoria Pública pode decidir melhor como agir em relação ao problema apresentado ao defensor público.

## Histórico
A Defensoria Pública teve sua origem no estado do Rio de Janeiro, onde em 5 de maio de 1897 um Decreto instituiu a Assistência Judiciária no então Distrito Federal. O Brasil é o único que deu tratamento constitucional ao direito de acesso dos insuficientes de recursos à Justiça, e a Defensoria Pública, com sua missão constitucional de garantir os princípios constitucionais de acesso à justiça e igualdade entre as partes, e o direito à efetivação de direitos e liberdades fundamentais, "o direito de ter direitos," desponta no cenário nacional e internacional como uma das mais relevantes Instituições públicas, essencialmente comprometida com a democracia, a igualdade e a construção de uma sociedade mais justa e solidária.
A Organização dos Estados Americanos (OEA), durante a sua 41.ª Assembleia Geral, realizada no período de 5 a 7 de junho, na cidade de San Salvador, República de El Salvador, aprovou, por unanimidade, a Resolução AG/RES. 2656 (XLI-0/11) "Garantias para o acesso à Justiça. O papel dos defensores oficiais". O documento é o primeiro ato normativo aprovado pela OEA que aborda o tema do acesso à Justiça como um direito autônomo, que permite exercer e proteger outros direitos, além de impulsionar o papel da Defensoria Pública Oficial como ferramenta eficaz para garantir o acesso à Justiça das pessoas em condição de vulnerabilidade. Dentre os pontos mais importantes da resolução se destaca a recomendação para que os "Estados membros que já disponham do serviço de assistência jurídica gratuita adotem medidas que garantam que os Defensores Públicos oficiais gozem de independência e autonomia funcional.“ E recomenda que os Estados que "ainda não disponham da instituição Defensoria Pública que considerem a possibilidade de criá-la em seus ordenamentos jurídicos.”
Como o Brasil é uma federação, cada um dos estados brasileiros deve instituir e manter a Defensoria Pública. Em 2004, foi promulgada a emenda constitucional n. 45 com o objetivo de explicitar o ideal do texto constitucional original (de 1988) de uma Defensoria Pública com autonomia funcional, administrativa e orçamentária, tendo esta emenda constitucional conferido autonomia expressamente apenas às Defensorias Estaduais. Em 2013, com a promulgação da emenda constitucional n. 74, é estendida à Defensoria Pública da União a autonomia conferida às Defensorias Estaduais. Em 2014 é promulgada a emenda constitucional n. 80, que amplia atribuições da Defensoria Pública e dispõe da presença de defensores públicos em todas comarcas brasileiras em até 8 anos da promulgação. Os defensores também passam a contar com prerrogativas legais da magistratura.

## Lista de defensorias
1. Defensoria Pública da União

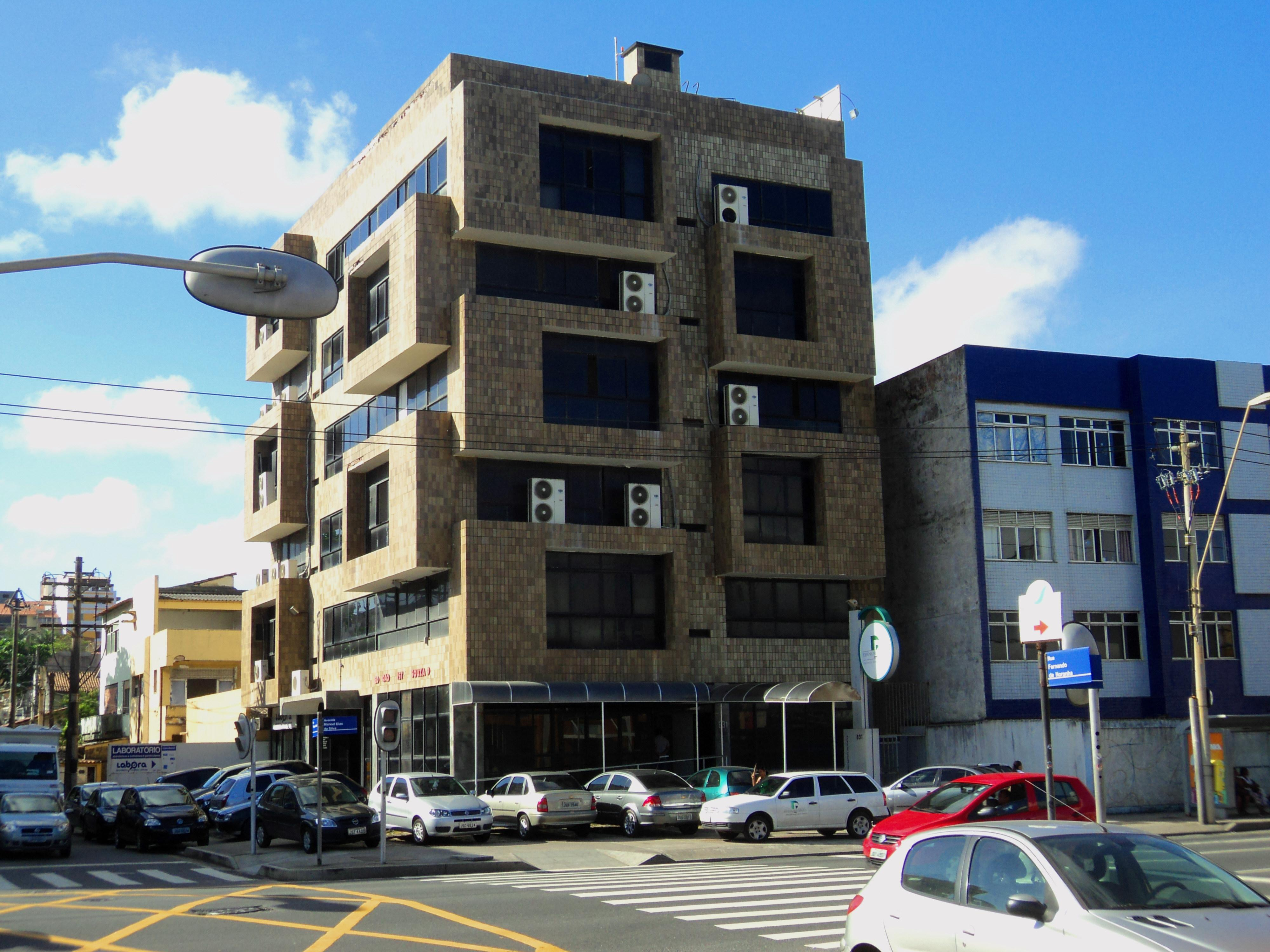
Defensoria Pública em Salvador, Bahia.

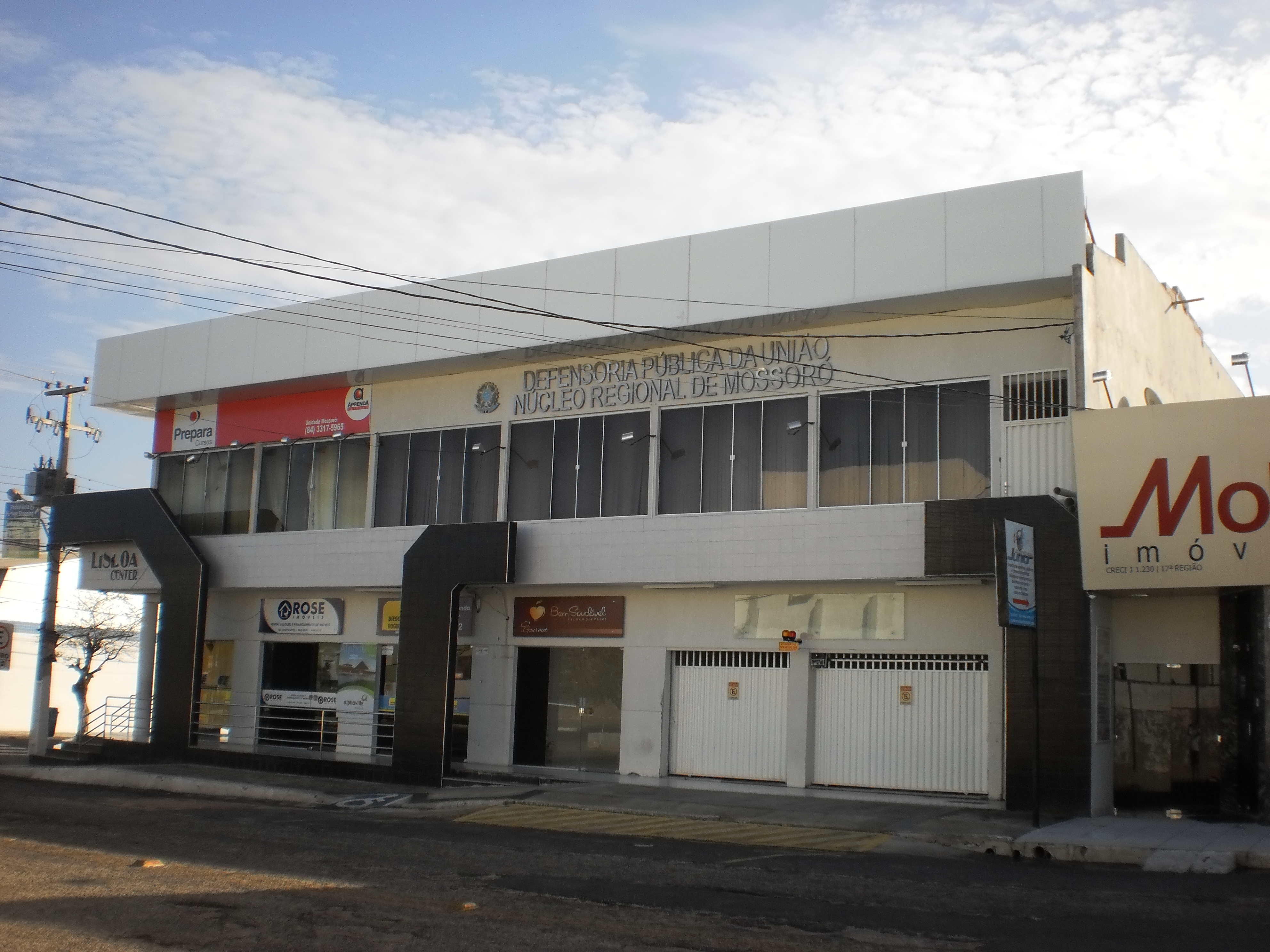
Defensoria Pública em Mossoró, Rio Grande do Norte.

2. Defensoria Pública do Distrito Federal
3. Defensoria Pública do Estado do Acre
4. Defensoria Pública do Estado de Alagoas
5. Defensoria Pública do Estado do Amapá
6. Defensoria Pública do Estado do Amazonas
7. Defensoria Pública do Estado da Bahia
8. Defensoria Pública do Estado do Ceará
9. Defensoria Pública do Estado do Espírito Santo
10. Defensoria Pública do Estado de Goiás
11. Defensoria Pública do Estado do Maranhão
12. Defensoria Pública do Estado de Mato Grosso
13. Defensoria Pública do Estado de Mato Grosso do Sul
14. Defensoria Pública do Estado de Minas Gerais
15. Defensoria Pública do Estado do Pará
16. Defensoria Pública do Estado da Paraíba
17. Defensoria Pública do Estado do Paraná
18. Defensoria Pública do Estado de Pernambuco
19. Defensoria Pública do Estado do Piauí
20. Defensoria Pública do Estado do Rio de Janeiro
21. Defensoria Pública do Estado do Rio Grande do Norte
22. Defensoria Pública do Estado do Rio Grande do Sul
23. Defensoria Pública do Estado de Rondônia
24. Defensoria Pública do Estado de Roraima
25. Defensoria Pública do Estado de Santa Catarina
26. Defensoria Pública do Estado de São Paulo
27. Defensoria Pública do Estado de Sergipe
28. Defensoria Pública do Estado do Tocantins

## O defensor público
Os Defensores Públicos são pessoas formadas em Direito, que  não necessitam de inscrição na Ordem dos Advogados do Brasil (OAB),  pois sua capacidade postulatória decorre exclusivamente de sua nomeação e posse no cargo público, nos termos do § 6º do art. 4º da Lei Complementar nº 80/94, e que ingressam na Defensoria Pública após contarem com no mínimo três anos de prática forense (EC 80/2014). A maneira de ingresso se dá através de aprovação em um rigoroso concurso público de provas e títulos.
Na defesa dos interesses de seus assistidos os Defensores Públicos têm atuação em todos os graus jurisdição, com titularidade e atribuições específicas em razão da matéria a ser examinada.
O Defensor Público é independente em seu mister, litigando em favor dos interesses de seus assistidos (pessoas físicas, jurídicas ou coletividade) em todas as instâncias, independente de quem ocupe o polo contrário da relação processual, seja pessoa física ou pessoa jurídica, a Administração Pública Direta ou Indireta.